# Pomachromis guamensis
Pomachromis guamensis är en fiskart som beskrevs av Allen och Larson, 1975. Pomachromis guamensis ingår i släktet Pomachromis och familjen Pomacentridae. Inga underarter finns listade i Catalogue of Life.